# Фокс (полуостров)
Фокс — полуостров в южной части острова Баффинова Земля, в регионе Кикиктани, Нунавут, Канада. Он выступает из южной оконечности острова в юго-западном направлении, разделяя залив Фокс и Гудзонов пролив. Его западная оконечность — мыс Куин; к юго-востоку лежит инуитская деревня на Кейп-Дорсет. На западном побережье находится Инуксук-Пойнт, известный своими инуксуками (каменными истуканами), которых там насчитывается более 100 штук.
Полуостров 241 км длиной и от 80 км до 161 км в ширину.
Полуостров назван по имени английского исследователя Люка Фокса.

## Исследование
Первое исследование полуострова Фокс европейцами было проведено Люком Фоксом в 1631 году. Хотя точный маршрут его корабля, «Чарльза», остается неопределённым, считается, что он осмотрел побережье полуострова Фокс в сентябре 1631 года до мыса Дорчестер. Во время своего путешествия Люк Фокс дал имена некоторым местам на побережье полуострова Лисса, в частности, мысу Дорсет, мысу Кинг-Чарлз (короля Карла), мысу Куин (Королевы) и мысу Дорчестер. Однако точное положение названных мест невозможно определить из-за расхождений между судовым журналом Фокса и его письменным рассказом, опубликованным позже. Хотя многие имена, придуманные Люком Фоксом в 1631 году, используются и сегодня, почти наверняка можно утверждать, что места, ныне так называемые, не соответствуют объектам, описанным Фоксом.
Дальнейшее изучение европейцами полуострова было весьма спорадическим в течение следующих трех столетий. Несколько участков побережья полуострова Фокс были исследованы Дональдом Бакстером Макмилланом, который зимовал в бухте Скунер в 1921—1922 гг., и Джорджем Путнамом, который наметил северный берег полуострова в 1927 году. Интерьер полуострова был исследован Дж. Дьюи Сопером между 1928 и 1929 годами. Во время своего исследования в 1928—1929 годах Сопер проживал в Кейп-Дорсет, из которого он совершил несколько поездок по полуострову. Картирование полуострова Фокс было завершено в период между 1956 и 1957 годами посредством геодезических изысканий с использованием электронного измерения длины SHORAN (высокоточной импульсной радионавигационной системы).